# Грибівці
Грибівці — село в Україні, у Закарпатській області, Мукачівському районі. Входить до складу Івановецької сільської громади.
Вперше згадується у 1564 році під назвою Ribolcz, у 1570 Ribolcz, 1610 — Rhibocz, 1645 — Ribocz. Назва походить від прізвища першопоселенців. У 1570 році згадувалося як королівське село.
Село отримало назву Грибівці у 1887 році, коли його об'єднали з селом Воротниця.
В селі працює сонячна електростанція.

## Присілки
Воротниця
Воротниця - колишнє село в Україні, в Закарпатській області. 
Обєднане з селом Грибівці
Згадки:  1600: Vorotnica, 1630: Vorotnicza, 1645: Vorotniczna, 1773: Vorotnica, Worotnicza, 1808: Vorotnicza, Worotnica, 1851: Vorotnicza, 1864/65: Vorotnítza, 1873: Vorotnica, 1925: Vorotnica

## Населення
За переписом населення України 2001 року в селі мешкали 542 особи.

### Мова
Розподіл населення за рідною мовою за даними перепису 2001 року:
| Мова       | Відсоток |
| ---------- | -------- |
| українська | 99,45 %  |
| російська  | 0,55 %   |